# Pseudochazara amalthea
Pseudochazara amalthea is een vlinder uit de familie van de Nymphalidae, uit de onderfamilie van de Satyrinae. De soort is voor het eerst wetenschappelijk beschreven door Imrétül Frivaldszky in een publicatie uit 1845.
De soort komt voor in Kroatië, Bosnië en Herzegovina, Noord-Macedonië, Albanië, Bulgarije en Griekenland (vasteland en Kreta).